# Bitwa pod Assandun
Bitwa pod Assandun miała miejsce 18 października 1016 r. pomiędzy Duńczykami dowodzonych przez Kanuta Wielkiego a siłami anglosaskimi króla Edmunda II. Bitwa zakończyła się zwycięstwem Kanuta i zamknęła okres podboju Anglii przez wikingów. 

## Sytuacja przed bitwą
Po opanowaniu północy Anglii, na wiosnę 1016 roku Kanut Wielki przygotowywał się do oblężenia Londynu. W tym samym czasie zmarł król Ethelred, a jego syn Edmund II został obwołany królem przez radę zebrana w Londynie. Konkurencyjne zgromadzenie w Southampton obwołało królem Kanuta. W maju Kanut podpłynął pod Londyn. Podczas oblężenia wikingowie prowadzili intensywne prace ziemne, sypano szańce i wykopano kanał dla okrętów. Pomimo tego stolica nie poddawała się. W niejasnych okolicznościach Król Edmund II przedostał się do Wessex, zebrał armię i zaatakował Kanuta. Dwie kolejne bitwy stoczone pomiędzy nimi zakończyły się nierozstrzygnięte, następnie królowi udało się na krótko przerwać oblężenie Londynu. Z powodu wyczerpujących się zapasów Kanut zmuszony był opuścić Londyn i pomaszerował z powrotem do swoich okrętów w Orwell, oddając inicjatywę Edmundowi. W październiku Kanut splądrował wschodnią Mercję w poszukiwaniu zapasów. Król Edmund II zebrał (po raz piąty w tym roku) armię z Wessex, prawdopodobnie w silę 5000 wojowników i dogonił Kanuta pod Assandum.   

## Bitwa pod Assandun
Wojska Edmunda miały przewagę liczebną nad Duńczykami. Bitwa trwała od 9 rano do wieczora. Pomimo wysokich strat i zapadającego zmroku wikingowie nie uciekali. Poza osobistą odwagą zaważyć na tym mogła słaba znajomość terenu. W kluczowym momencie pole walki opuściły wojska ealdormana Mercji Eadrica Streony. Możliwe, że działał on w porozumieniu z Kanutem, Eadric znany był z oportunizmu. Po jego ucieczce szala walki natychmiast przechyliła się na korzyść Duńczyków. W końcowych godzinach bitwy zginęło wielu angielskich wielmożów, co zaważyło na dalszym oporze przed najazdem. 

## Konsekwencje
Po bitwie podpisano porozumienie dzielące Anglię pomiędzy obu władców. Edmund zatrzymał Wessex, Kanut terytoria na północ od Tamizy i Londyn. Edmund zmarł miesiąc po bitwie, możliwe, że w wyniku ran otrzymanych w jej trakcie.

## Lokalizacja pola bitwy
Miejsce bitwy pozostaje kwestią sporną. Lokalizacja odtwarzana jest na podstawie opisu geografii bitwy z różnych kronik anglosaskich (Anglo-Saxon Chronicles). Historycy podzielili się na dwa obozy - bitwę umiejscawia się w okolicy dzisiejszego Ashdon lub Ashingdon, oba w rejonie Essex. Precyzyjną lokalizację potwierdziłoby zidentyfikowanie kościoła ufundowanego przez Kanuta po wygranej (konsekrowanego w 1020 roku) i opisanego w kronikach, niestety żaden z proponowanych (w tym kościół w Ashingdon) nie spełnia wszystkich wymogów.  